# Tetractinella
Tetractinella Bittner, 1890 è un genere di Brachiopodi estinti della famiglia Tetractinellinae, dell'ordine Athyridida. Sono fossili guida dei depositi marini del Trias (tale periodo ebbe inizio 245 milioni di anni fa e durò 37 milioni di anni). La conchiglia, di piccole dimensioni, ha un aspetto molto caratteristico: è biconvessa, a sezione appiattita e a contorno subtriangolare; entrambe le valve sono plicate, con quattro coste molto pronunciate che si irradiano dall'apice ai margini, ricordando l'aspetto del piede di un palmipede.

## Sistematica

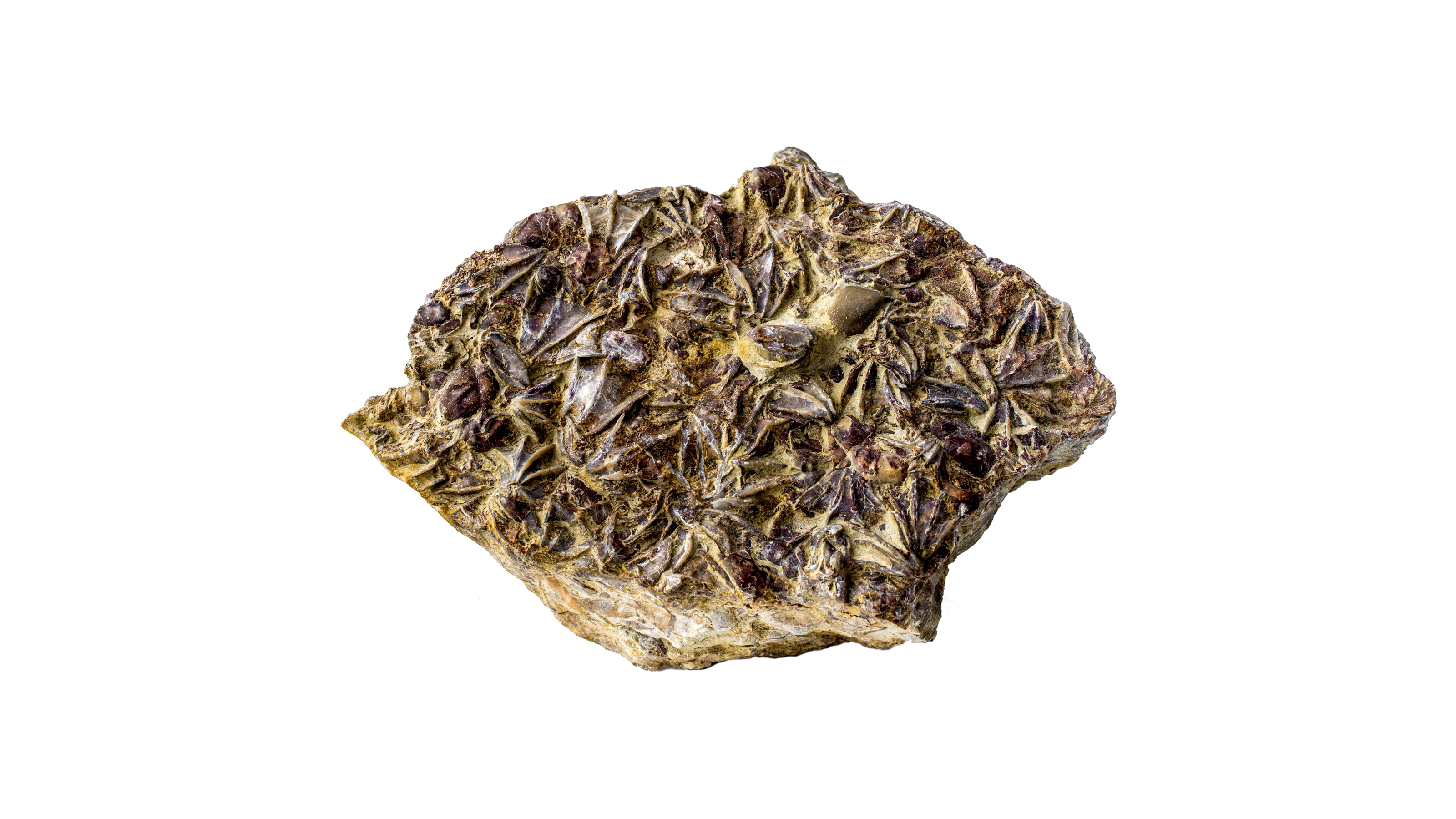
Fossile di Tetractinella trigonella al MUSE di Trento

Sono registrate 5 specie appartenenti al genere Tetractinella:
- T. didymoctenia
- T. dyactis
- T. quadricostata
- T. tetractis
- T. trigonella